# Suwak libijski
Suwak libijski (Meriones libycus) – gatunek ssaka z podrodziny myszoskoczków (Gerbillinae) w obrębie rodziny myszowatych (Muridae), występujący w Afryce Północnej, na Bliskim Wschodzie i w Azji Środkowej.

## Zasięg występowania
Suwak libijski występuje w północnej Afryce i południowo-zachodniej oraz środkowej Azji zamieszkując w zależności od podgatunku:
- M. libycus libycus – północna Afryka od Maroka, Sahary Zachodniej i skrajnie północnej Mauretanii na wschód przez Algierię (Wyżyna Szottów oraz góry Ahaggar i Tasili Wan Ahdżar), południową Tunezję i północną Libię do Egiptu (na zachód od Nilu).
- M. libycus erythrourus – Iran (z wyjątkiem gór Elburs i nadbrzeżnej równiny kaspijskiej) oraz od południowego Kazachstanu i północno-zachodniej Chińskiej Republice Ludowej (Sinciang) na południe do Afganistanu i Pakistanu (południowy Waziristan i Beludżystan).
- M. libycus syrius – Jordania, Syria, Irak, Półwysep Arabski, Kaukaz Południowy i prawdopodobnie Turcja.

## Taksonomia
Gatunek po raz pierwszy zgodnie z zasadami nazewnictwa binominalnego opisał w 1823 roku niemiecki przyrodnik Martin Lichtenstein nadając mu nazwę Meriones libycus. Holotyp pochodził z Pustyni Libijskiej, w Libii. 
Analiza molekularna wykazała, że M. libycus jest taksonem siostrzanym kladu M. rex i M. crassus. Autorzy Illustrated Checklist of the Mammals of the World rozpoznają trzy podgatunków.

### Etymologia
- Meriones: gr. μηρος mēros „biodro, udo”[30].
- libycus: łac. Libycus libijski, z Libii[31].
- erythrourus: gr. ερυθρος eruthros „czerwony”; -ουρος -ouros „-ogonowy”, od ουρα oura „ogon”[32].
- syrius: Syria[16].

## Morfologia
Długość ciała (bez ogona) 123–170 mm, długość ogona 115–190 mm, długość ucha 15–22 mm, długość tylnej stopy 32–41 mm; masa ciała 60–140 g. Kariotyp wynosi 2n = 44, FN = 74.

## Ekologia
Suwak libijski prowadzi naziemny tryb życia, jest spotykany do wysokości 1700 m n.p.m. Zamieszkuje pustynie i półpustynie, najczęściej w obszarach ustabilizowanych wydm. Jest pospolity w suchych dolinach rzek (wadi), czasem spotykany na terenach uprawnych. Gryzonie te są mobilne, często zmieniają nory i migrują, gdy zmniejszy się dostępność pożywienia.

## Populacja
Gatunek ten jest pospolity, zamieszkuje bardzo rozległy obszar, a jego liczebność jest stabilna. Na niektórych obszarach jest uznawany przez człowieka za szkodnika, gdyż może żerować na uprawach. Jest klasyfikowany jako gatunek najmniejszej troski.